# Viljandi (Landgemeinde)
Die Landgemeinde Viljandi (estnisch Viljandi vald) umgibt die gleichnamige Kreisstadt in Südestland. Die Gemeinde wurde 2013 aus den Vorgängergemeinden Paistu, Pärsti, Saarepeedi und Viiratsi gebildet. Ihr Verwaltungssitz ist die Stadt Viljandi, die jedoch nicht Teil von Viljandi vald ist, sondern eigenständig den Status einer Stadt (linna) innehat. Mit 13.569 Einwohnern ist die Landgemeinde Viljandi nach der Stadt Viljandi die Gemeinde mit den zweitmeisten Einwohnern im Kreis Viljandi.
Das heutige Viljandi vald ist nicht identisch mit einer gleichnamigen Gemeinde von 1939–1950.

## Geografie
Viljandi vald umgibt die Stadt Viljandi und dehnt sich bis an die Ufer des Võrtsjärv aus. Die Gemeinde grenzt im Osten an die Nachbarkreise Tartu und Jõgeva und im Westen an Pôhja-Sakala und Mulgi, die anderen beiden Landgemeinden im Kreis Viljandi.

## Gliederung
Die Landgemeinde Viljandi hat vier als kleinere Ortsbezirke (alevik) kategorisierte Siedlungen: Kolga-Jaani, Mustla, Ramsi und Viiratsi.
Darüber hinaus sind 126 weitere Weiler und Siedlungen als küla (Dörfer) registriert.
- Aidu
- Aindu
- Alustre
- Ämmuste
- Anikatsi
- Auksi
- Eesnurga
- Heimtali
- Hendrikumõisa
- Holstre
- Intsu
- Jakobimõisa
- Jämejala
- Järtsaare
- Järveküla
- Jõeküla
- Kaavere
- Kalbuse
- Kannuküla
- Kärstna
- Karula
- Kassi
- Kibeküla
- Kiini
- Kiisa
- Kingu
- Kivilõppe
- Koidu
- Kokaviidika
- Kookla
- Kuressaare
- Kuudeküla
- Laanekuru
- Lalsi
- Lätkalu
- Leemeti
- Leie
- Loime
- Lolu
- Loodi
- Luiga
- Mäeltküla
- Mähma
- Maltsa
- Marjamäe
- Marna
- Matapera
- Meleski
- Metsla
- Mõnnaste
- Moori
- Muksi
- Mustapali
- Mustivere
- Odiste
- Oiu
- Oorgu
- Otiküla
- Pahuvere
- Paistu
- Päri
- Parika
- Pärsti
- Peetrimõisa
- Pikru
- Pinska
- Pirmastu
- Põrga
- Porsa
- Puiatu
- Pulleritsu
- Raassilla
- Raudna
- Rebase
- Rebaste
- Ridaküla
- Rihkama
- Riuma
- Roosilla
- Ruudiküla
- Saareküla
- Saarepeedi
- Savikoti
- Sinialliku
- Soe
- Sooviku
- Suislepa
- Sultsi
- Surva
- Taari
- Tagamõisa
- Taganurga
- Tänassilma
- Tarvastu
- Tinnikuru
- Tobraselja
- Tohvri
- Tömbi
- Tõnissaare
- Tõrreküla
- Turva
- Tusti
- Tõnuküla
- Ülensi
- Unametsa
- Uusna
- Väike-Kõpu
- Välgita
- Valma
- Väluste
- Vanamõisa
- Vanausse
- Vana-Võidu
- Vanavälja
- Vardi
- Vardja
- Vasara
- Veisjärve
- Verilaske
- Viisuküla Vilimeeste
- Villa
- Vissuvere
- Võistre
- Vooru

## Galerie

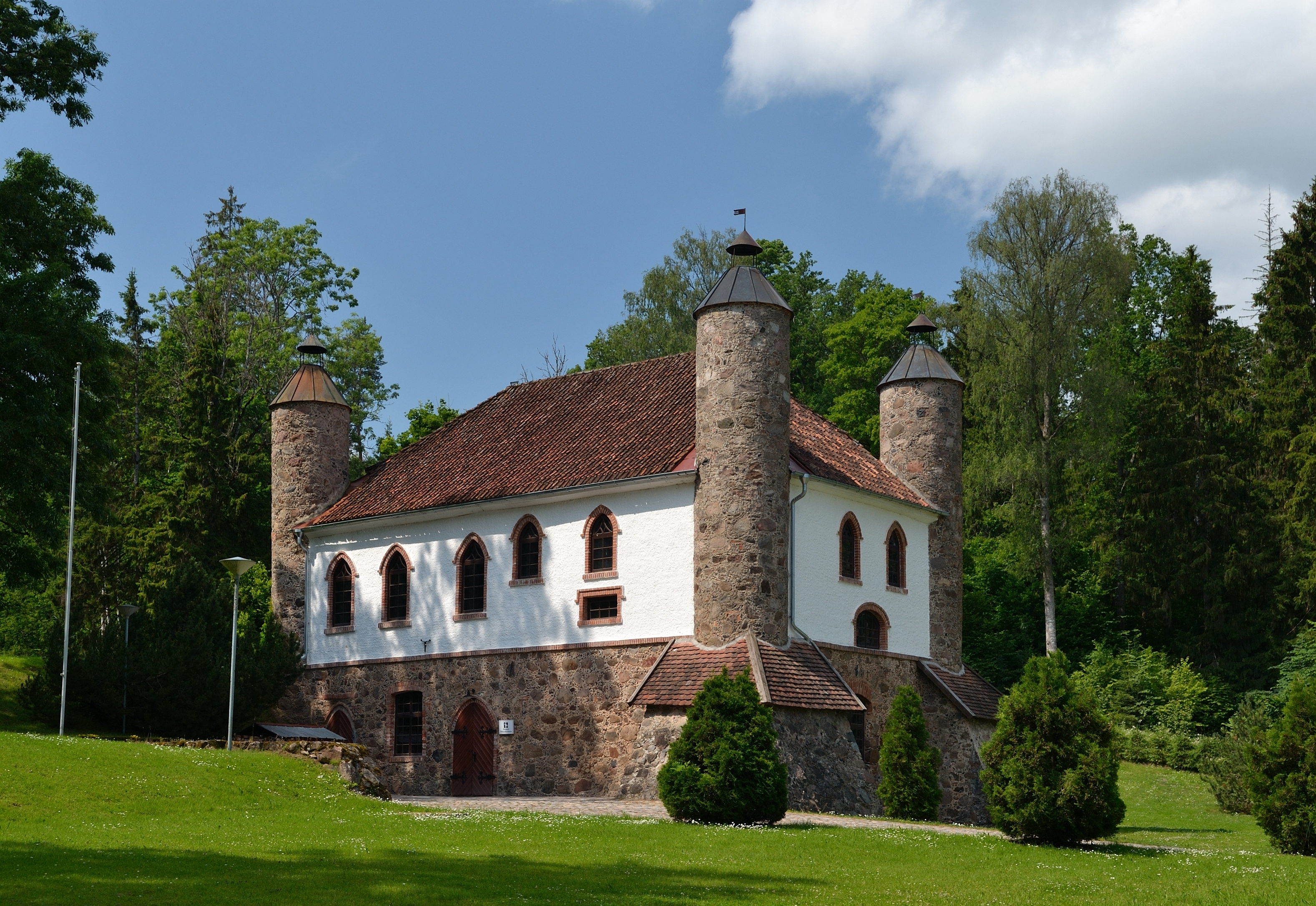
Destille auf dem Haus Heimtali
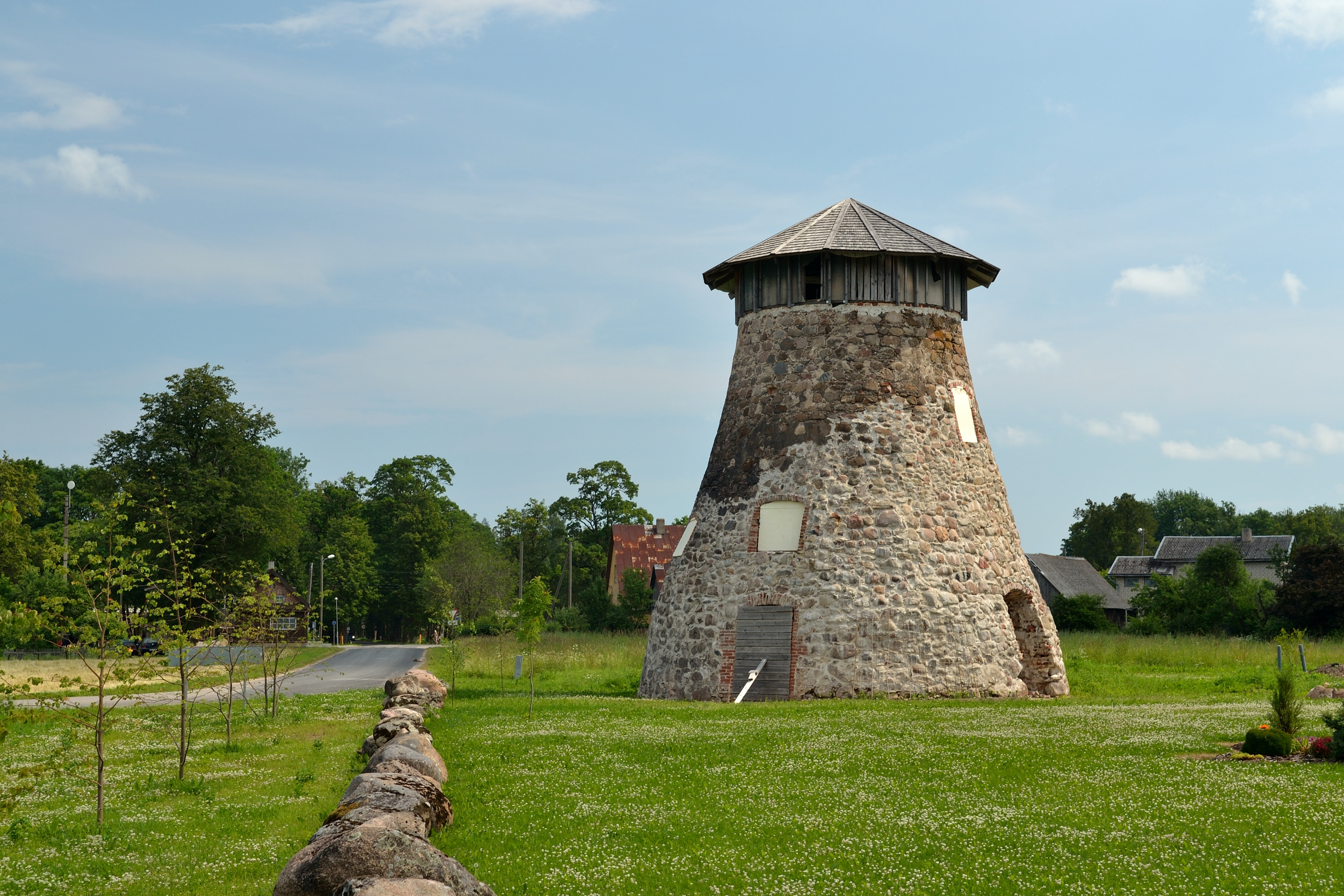
Windmühle des Hauses Heimdali
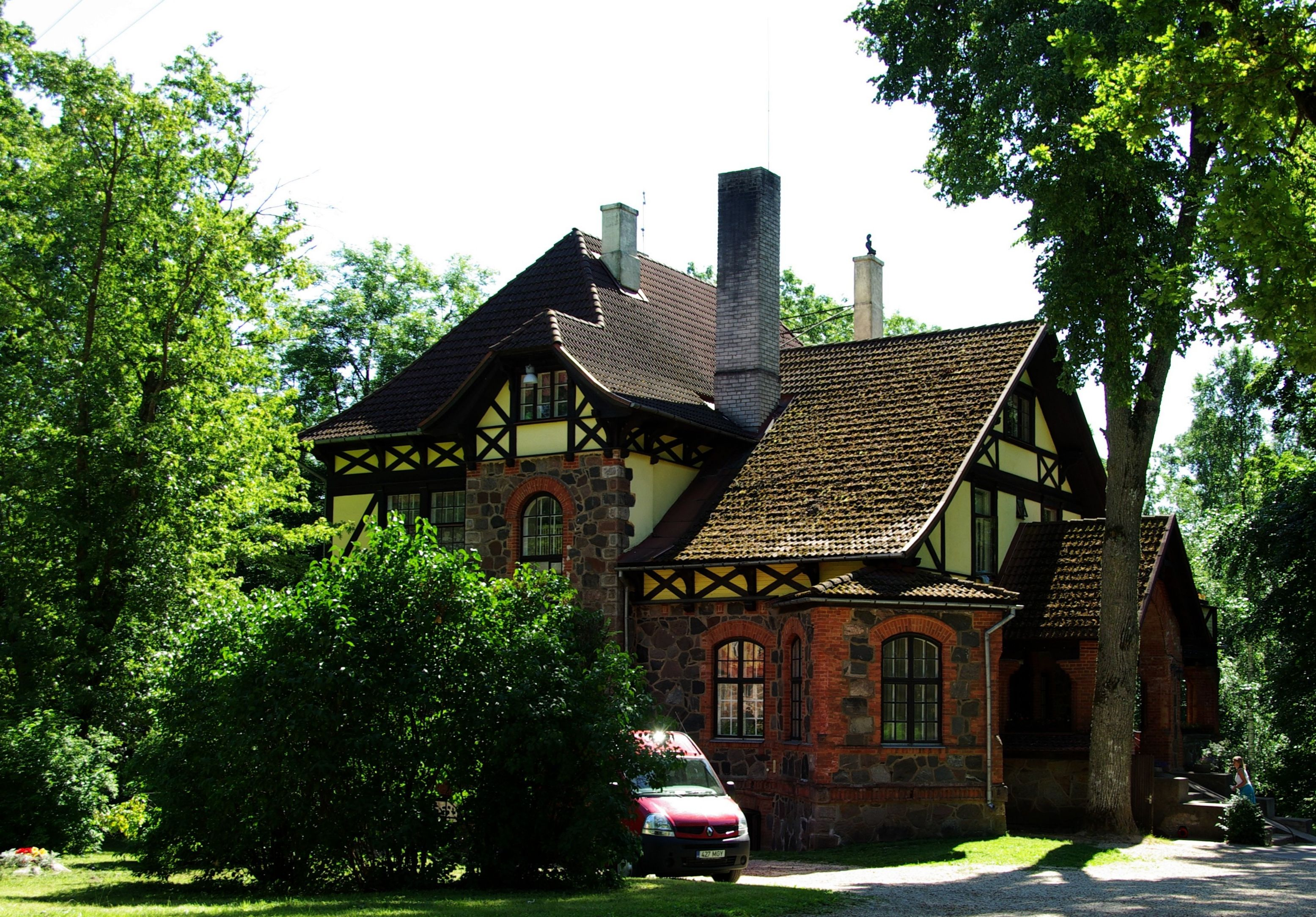
Haus Väikemõisa in Peetrimõisa
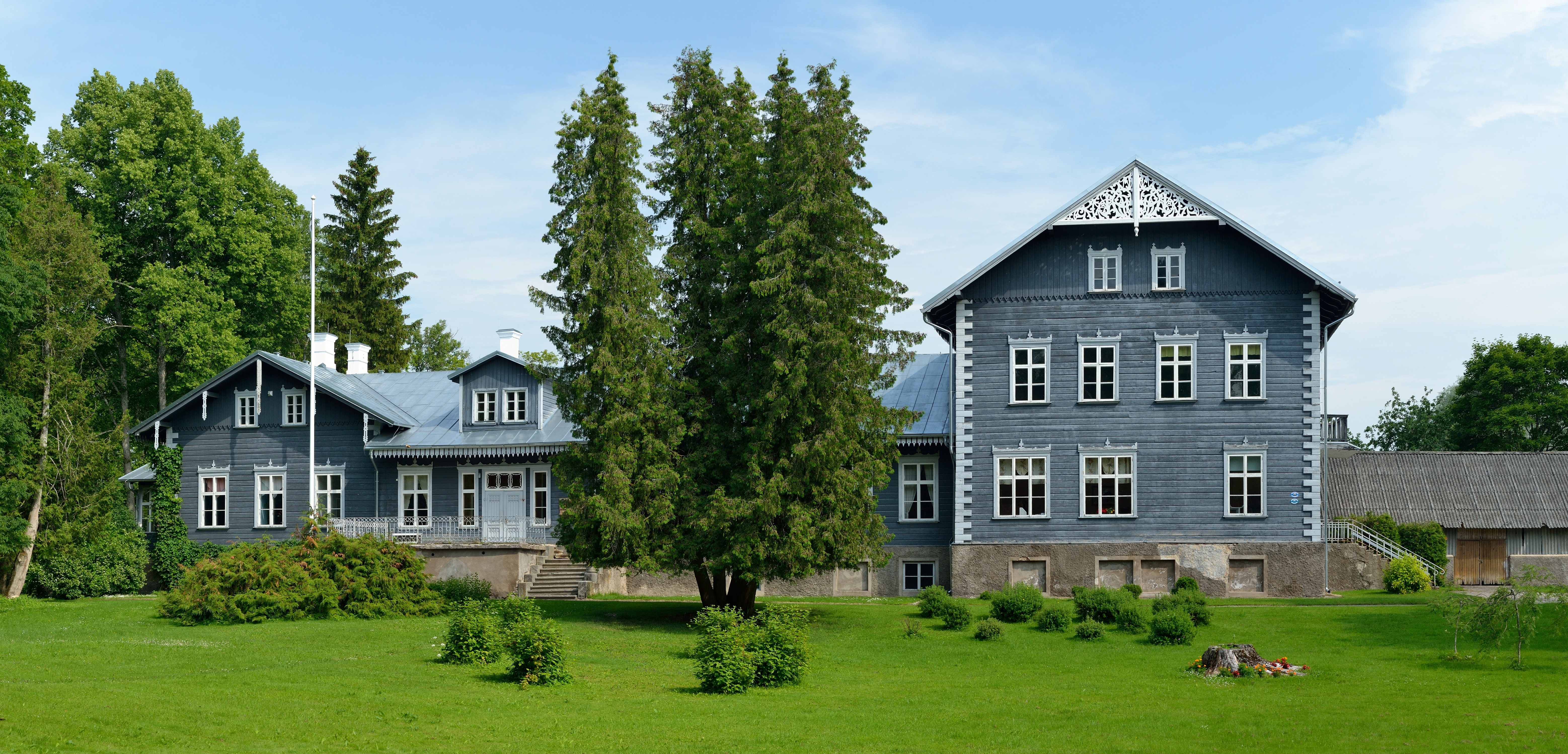
Haus Pärsti
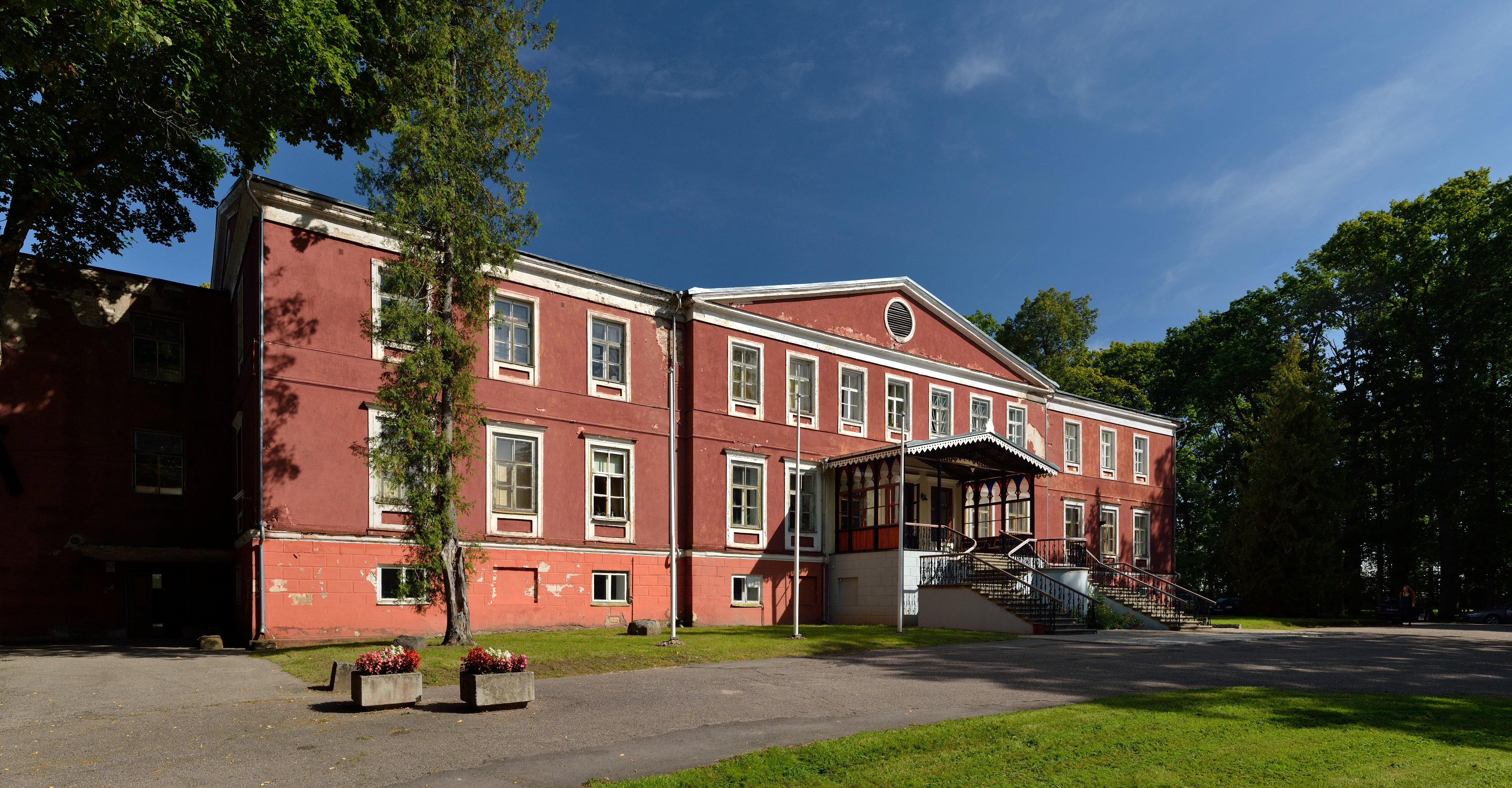
Hauptgebäude von Haus Vana-Võidu, heute in Nutzung als Berufsschule von Viljandi
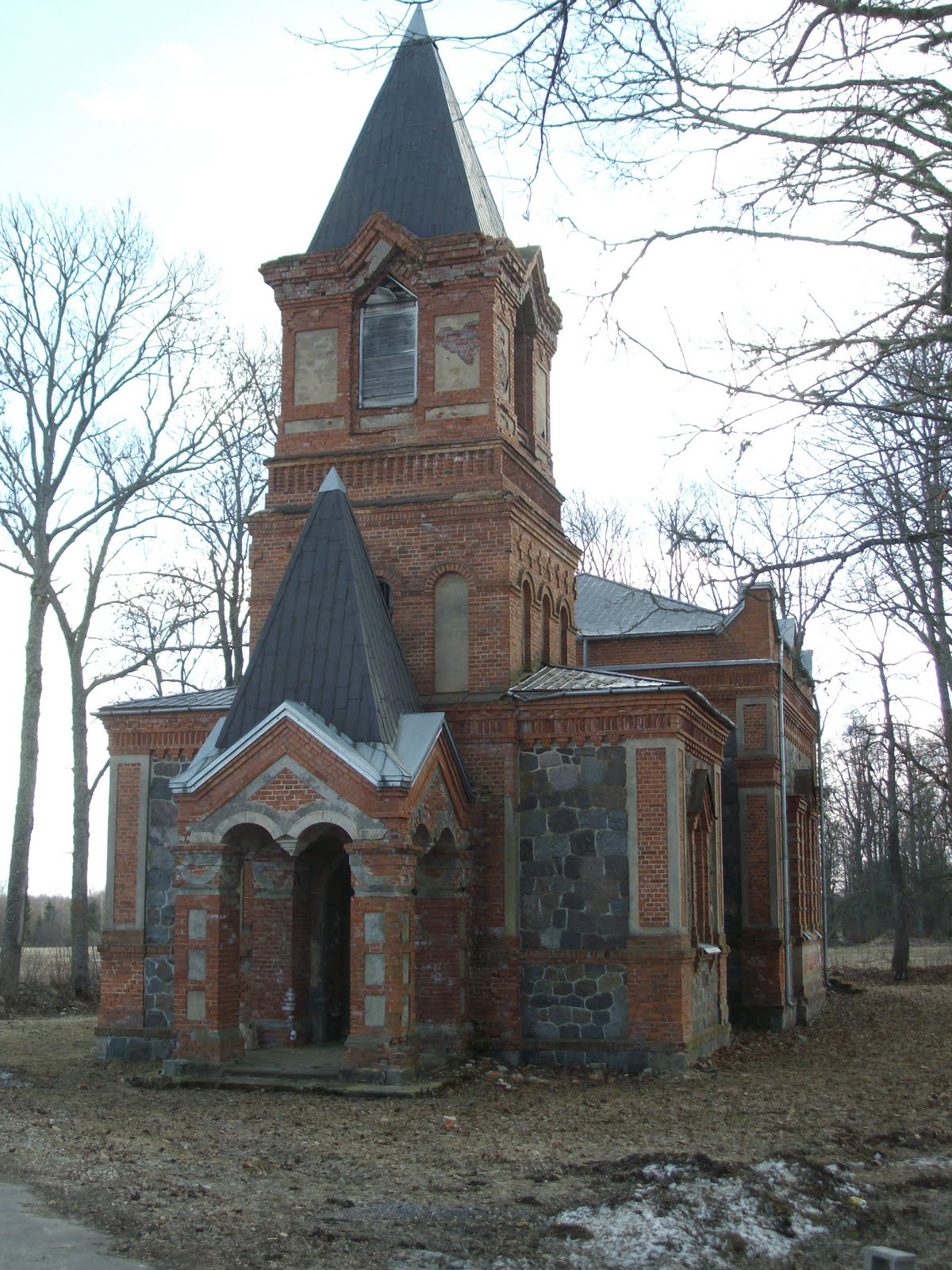
Orthodoxe Kirche in Tänassilma
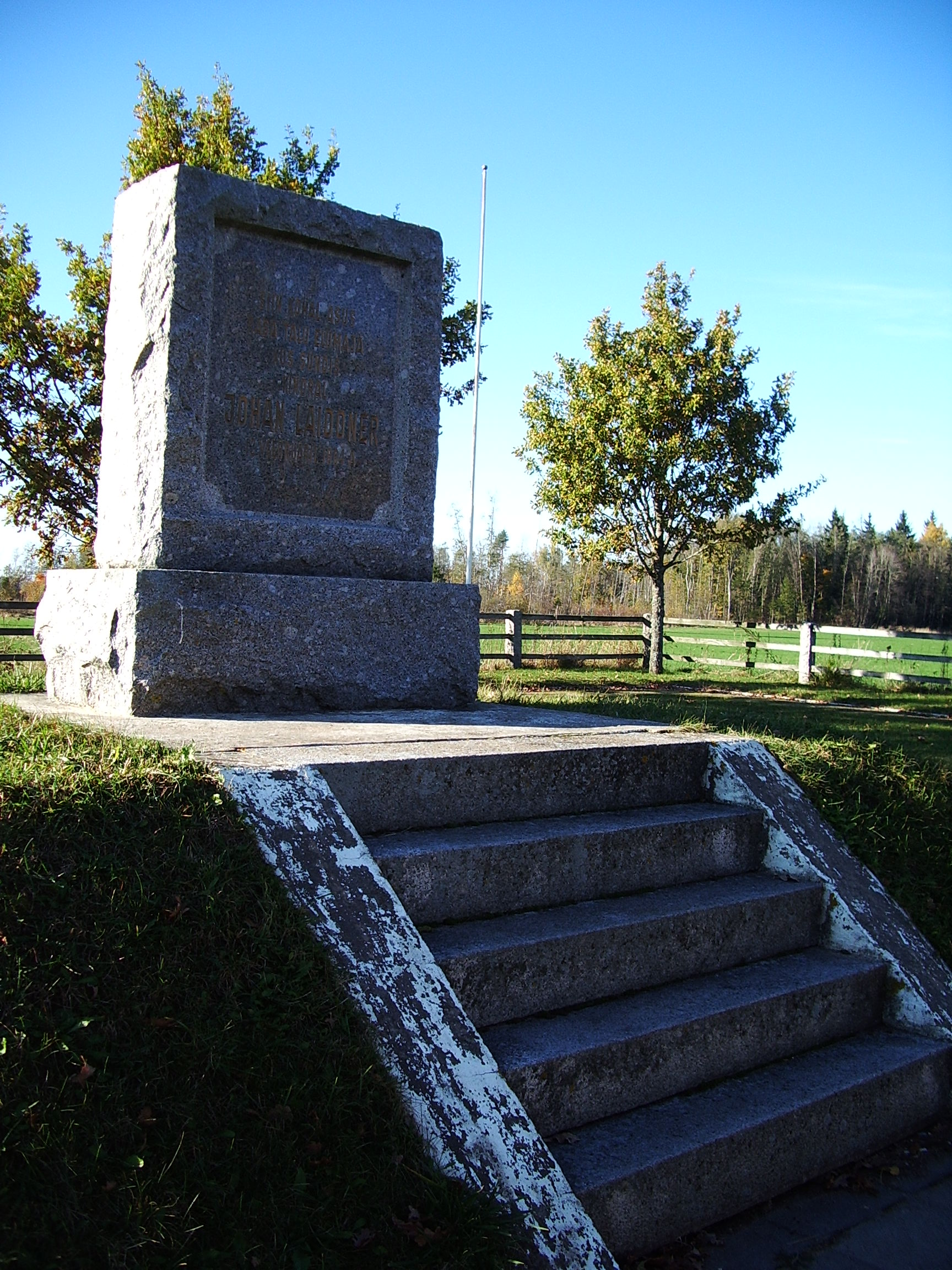
Johan-Laidoner-Ehrenmal in seinem Geburtsort Vardja
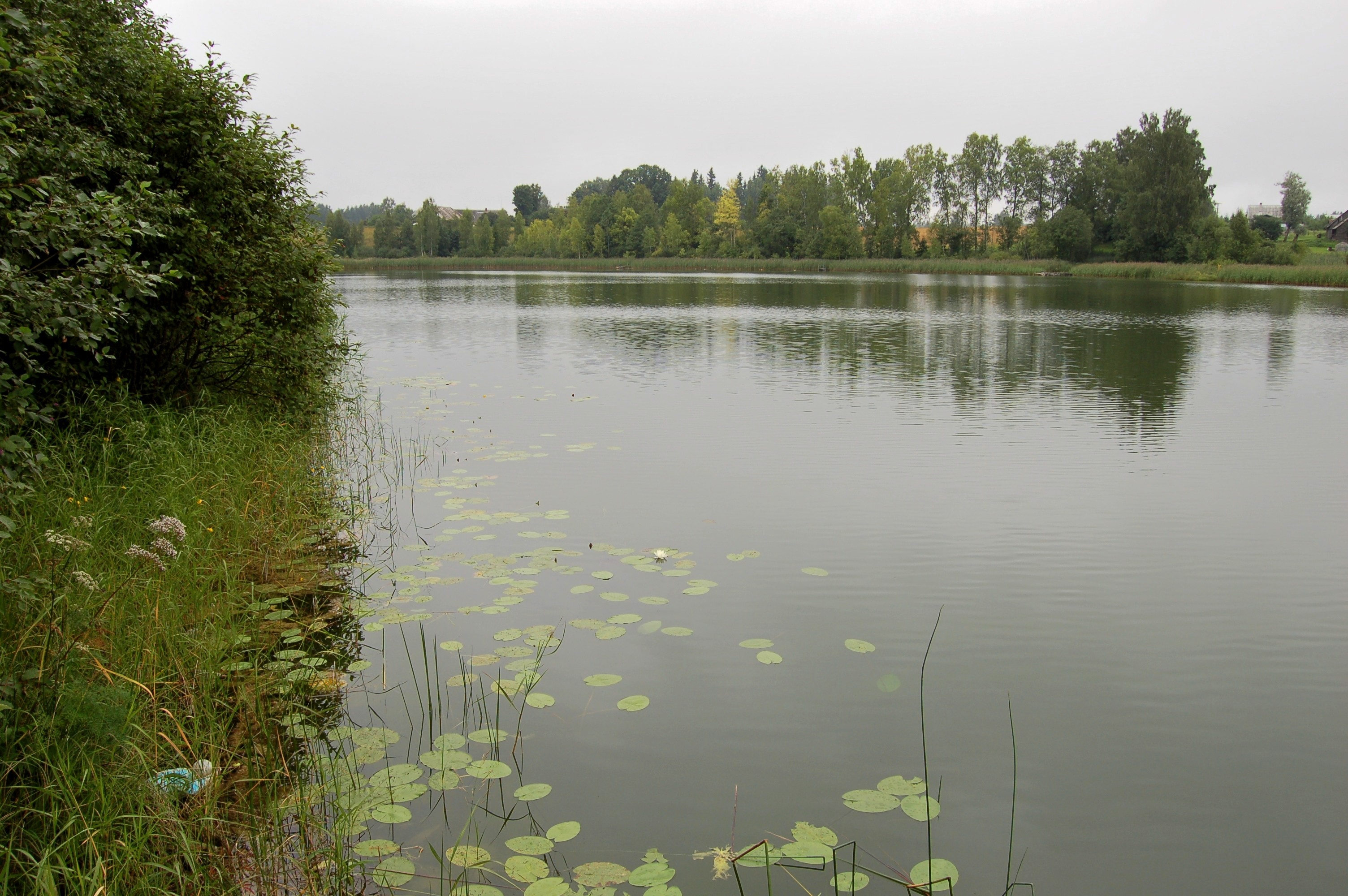
Sinialliku-See